# Roberto Pascual Silva
Roberto Pascual Silva (Santa Fe, 25 de julio de 1927-ibídem, 8 de diciembre de 2005) fue un político argentino de la Unión Cívica Radical que se desempeñó como diputado nacional por la provincia de Santa Fe, por dos mandatos consecutivos entre 1983 y 1991. Además, ocupó la vicepresidencia primera de la Cámara de Diputados de la Nación Argentina entre 1983 y 1987.

## Biografía
Nació en 1927 en la ciudad de Santa Fe. Egresó del colegio secundario como bachiller y trabajó durante 12 años en el poder judicial.
En política adhirió desde joven a la Unión Cívica Radical (UCR), integrando más tarde la Unión Cívica Radical del Pueblo (UCRP), siendo secretario y presidente del comité provincial de la UCRP entre 1965 y 1966. En 1972 participó de la conformación del Movimiento de Renovación y Cambio, liderado por Raúl Alfonsín, siendo presidente del mismo en Santa Fe. En otras ocasiones fue delegado al Comité Nacional de la UCR, ocupando la presidencia pro tempore del mismo en 1983.
En 1960 fue elegido por primera vez a la Cámara de Diputados de la Provincia de Santa Fe, con mandato hasta 1962. Fue reelegido al año siguiente, con su mandato interrumpido por el golpe de Estado de 1966. Fue elegido para un tercer período en 1973, con mandato interrumpido por el golpe de Estado de 1976. También desempeñó la presidencia del bloque radical.
En las elecciones legislativas de 1983, fue elegido diputado nacional por la provincia de Santa Fe, en la lista de la UCR, siendo elegido para un segundo mandato en 1987, desempeñando el cargo hasta 1991. Entre 1983 y 1987 se desempeñó como vicepresidente primero de la Cámara de Diputados. Fue secretario de la comisión de Relaciones Exteriores y Culto e integró como vocal las comisiones de Peticiones, Poderes y Reglamento; de Juicio Político; y de Obras Públicas.
En 1989 fue el candidato radical a intendente de Santa Fe, triunfando en las elecciones el candidato del Partido Demócrata Progresista, Enrique Muttis.
Falleció en Santa Fe en diciembre de 2005, a los 78 años.